# Beatboxing
Beatboxing es una forma de sonido vocal que se basa en la capacidad de producir ritmos de cualquier tipo, compases y sonidos musicales utilizando el aparato fonador (labios, boca, pliegues vocales, etc.). El beatbox es el arte de crear música por medio de imitación de sonidos, especialmente de instrumentos musicales como la batería, bombo, platillos, caja de ritmos, entre otros.
Puede incluirse también canto, imitación vocal del turntablism, la simulación de viento, cuerdas y otros instrumentos musicales. El beatboxer actual está influenciado mayoritariamente por la música electrónica, aunque existen beatboxers de todo tipo que se pueden ver influenciados por cualquier género musical.

## Historia

### Antecedentes
La imitación vocal de sonidos percutidos ha venido desarrollándose por un largo período de tiempo. Una de las tradiciones que la practicaba, y todavía hoy la sigue practicando, es el bol originario de la India. El bol puede definirse como una secuencia de sílabas rítmicas que marcan los movimientos de la danza. También en China existe una tradición milenaria llamado Kouji. Considerado un arte escénico vocal, el Kouji imita los sonidos del entorno natural, como por ejemplo animales o ríos, utilizando la boca. También algunas tradiciones africanas se servían el cuerpo para hacer música, con palmadas y pisando fuertemente el suelo. A veces usaban la cavidad oral para emitir sonidos, aspirando ruidosamente hacia fuera y hacia dentro ( técnica que hoy en día también se utiliza en algunos ritmos del beatboxing). Y más recientemente en Jamaica, encontramos grabaciones de SKA en los años 60 donde acompañaban partes de la canción con algo más parecido a lo que hoy conocemos por beatbox.

### Cómo influía el beatbox en el hip hop
En la época contemporánea, en el año 1980 cuando surge lo que se entiende por "Beat Box" (en castellano, "Caja de Ritmos"), una versión "modernizada" de la imitación y percusión vocal antigua. En su origen aparece como un estilo callejero, propio del old school rap. En los barrios pobres de Nueva York no habían radiocassetes, ya que además de ser caros eran pesados. Por ese motivo, como alternativa surgió el beatbox, habilidad que permitía construir un patrón rítmico sobre el que rapear en cualquier lugar y en cualquier momento.
El beatbox se dio a conocer a gran escala gracias a tres personajes principales: Darren 'Buffy' Robinson, Doug E Fresh y Biz Markie.
En 1983 el grupo Disco Three, formado por Mark "Prince Markie Dee" Morales, Damon "Kool Rock-Ski" Wimbley y Darren "Buff the Human Beat Box" Robinson, ganó un concurso de talentos de la Radio City Music Hall gracias a las habilidades de "Buffy" practicando beatbox. Grabaron su primer disco como The Fat Boys, y dieron a conocer el human beatbox a todo el mundo. La técnica de "Buffy" se caracterizaba por sus sonoras inspiraciones entre "bombos" y "cajas". También en 1983, Doug E Fresh aparece por primera vez en el sencillo "Pass the Budda" con Spoonie Gee and DJ Spivey.
En 1985 aparece Biz Markie, quien se convertiría pronto en otro exponente del beatbox, inventando algunas de las técnicas más usadas desde entonces, como la "palmada aspirada" que permite tomar aire en el lugar de la "caja" creando un sonido muy realista .

### Moderno
Eklips, Killa kela, Rahzel y Kenny Muhammad forman parte de la llamada vieja escuela, reconocidos a nivel internacional. Actualmente, una larga lista de beatboxers como Alem, Alexinho, Napom, Kenny Urban, D-low, B-Art, Ball-Zee, Zhang Ze, Trung Bao, Codfish, Big Ben, Inertia, Dharni entre otros conforman la llamada nueva escuela.

## Grand Beatbox Battle
La Grand Beatbox Battle es considerada como una de las competencias más importantes de la historia  y relevantes en el mundo del beatbox. Actualmente se celebra una vez por año y es organizada por Swissbeatbox.  Se daba lugar en Polonia, y desde 2023, se da lugar en Tokio, Japón. Las categorías que disponen de este campeonato son el Tag Team que son parejas, Loopstation, Producer, Crews y Solo, que es considerada la más prestigiosa de todas.

### Campeones de GBB
- 2009 - Marzel (Suiza)
- 2010 - Marzel (Suiza)
- 2011 - SkilleR (Bulgaria)
- 2012 - Ball-Zee (Reino Unido)
- 2013 - Dharni (Singapur)
- 2014 - Dharni (Singapur)
- 2015 - Gene Shinozaki (Estados Unidos)
- 2016 - Kenny Urban (Estados Unidos)
- 2017 - NaPoM (Estados Unidos)
- 2018 - Codfish (Australia)
- 2019 - D-Low (Reino Unido)
- 2020 (En Línea) Zer0 (Azerbaiyán)
- 2021 - Colaps (Francia)
- 2023 - River' (Con nacionalidad Francesa y Colombiana)

### Subcampeones
- 2009 - Knackeboul (Suiza)
- 2010 - BeatBrenning (Alemania)
- 2011 - KRNFX (Canadá)
- 2012 - SkilleR (Bulgaria)
- 2013 - Alem (Francia)
- 2014 - Two H (Corea Del Sur)
- 2015 - Efaybee (Francia)
- 2016 - NaPoM (Estados Unidos)
- 2017 - Hiss (Corea Del Sur)
- 2018 - D-Low (Reino Unido)
- 2019 - Tomazacre (Chile)
- 2020 (En Línea) - Vocodah (Estados Unidos)
- 2021 - River' (Francia)
- 2023 - NaPoM (Estados Unidos)

## Beatbox en países hispanos

### Beatbox en España
En el 2006, tuvo lugar el primer campeonato de beatbox dentro de la Battle of the Year Ibérica. Entre los participantes que pasaron el filtro se encontraban Looder, Lytos, Mufasah, Xikano y Drum. El jurado (formado por Eklips, Beatmaster G y Markooz) decidió declarar ganador a Xikano, después de una reñida final contra Lytos. 
En febrero de 2008, Roberto Ortiz Rojo (también conocido como Xikano) participó y ganó la 3.ª edición del talent show Tú sí que vales de Telecinco, y posteriormente ganó la final de ganadores de anteriores ediciones, celebrada el 28 de julio de 2008, con lo que quedó por encima de 10 000 participantes. y con ello contribuyó a popularizar en gran parte el beatbox en el país.
Posteriormente en ese mismo año, Lytos se alzó ganador del campeonato de beatbox Top30 Spain, celebrado el 22 y 23 de marzo en Cáceres, clasificándose para la competición internacional en Rusia que se dio cita el mismo mes de mayo.
En 2008 tuvo lugar el primer campeonato oficial de beatbox, organizado por Cristina García y la Sonorosapiens Crew (Markooz, Dagus-Wan y dRum). El festival se desarrolló en la casa de las conchas, Salamanca, como actividad dentro del Festival de las Artes de Castilla y León. Los participantes que pasaron los filtros fueron ocho: Kane6one, Looder (también conocido como Perrito de Nata), Lytos, Markooz, Mufasah, Niño Orkesta (alias Vocal Cordz), Pakiteit y Spectro. La final fue protagonizada por Lytos y Markooz, alzándose este último como ganador y campeón nacional de España de beatbox, según decidió el jurado formado por Beelow, Céto y Roxorloops. El Best-Showman de la edición fue otorgado a Pakiteit. 
El 6 y 7 de junio de 2009, de nuevo en Salamanca, tuvo lugar en la sala CVM LAVDE el segundo campeonato nacional, este dentro del marco del 5.º Festival de Castilla y León. La final fue protagonizada por Looder y Lytos, cuyo vencedor fue este último por decisión del jurado (Eklips, Markooz y Bee Low). El Best-Showman de la edición fue otorgado a Show-Permanente.
El 4 de diciembre de 2010 tuvo lugar en Altafulla (Tarragona) el tercer campeonato de human beatbox de España dentro del evento XXL Jam. Los finalistas fueron Musantro, que ganó a Beatter en la semifinal, y N.Bruto, que ganó a Pakiteit. La final la disputaron Musantro vs N.Bruto resultando vencedor N.Bruto. El Best-Showman de la edición fue otorgado a Pakiteit.
En 2011 se fundó, de la mano de Musantro, Héctor Fruti y KikoBeats, la comunidad de beatbox Zombeats, con sede en España, que sucedió a las anteriores Sonorosapiens y MasBeatbox. Esta organización sin ánimo de lucro se encargó de reunir a los practicantes del human beatbox de habla hispana del mundo en línea, a través de un foro en línea que posteriormente migró a las redes sociales.
En 2012 se celebró en Madrid el IV campeonato de beatbox de España, organizada por Zombeats y patrocinada por Gatunes. La final fue Zekka vs Grison, Zekka se proclamó como vencedor. El Best-Showman de la edición fue otorgado a Musantro.
En 2013 se celebró en Benidorm, Alicante, la primera Zombeats Summer Battle, competición no-oficial en España organizada por Zombeats, en ausencia de un Campeonato de España Oficial ese año por falta de patrocinadores, pero que fue un éxito en participación y repercusión. El ganador fue el valenciano Gasu, tras imponerse a los anteriores campeones de España N.Bruto y Zekka en las diferentes rondas de la competición. Gasu fue el primer beatboxer español en conseguir un Grand Chelem, o lo que es lo mismo, ser el primer clasificado en los filtros, y ganar todas las batallas de la competición por decisión unánime del jurado, además de obtener, adicionalmente, el premio de Best-Showman. El jurado estuvo conformado por KikoBeats, Musantro y Gabyx.
En 2014 se fundó, de la mano de Markooz, primer campeón de España de beatbox, el sello Spanish Beatbox Battle, que pasaría a ser la organización oficial de los Campeonatos de España de Beatbox hasta la actualidad bajo el beneplácito de BeatboxBattleTV, la confederación internacional de Beatbox oficial reconocida por todas las comunidades del mundo, y organizadora del único mundial de beatbox oficial: Beatbox Battle World Championship. Desde ese año, todos los campeonatos de España oficiales han sido organizados y autoproducidos por esta marca. Ese mismo año se celebró en Gerona, por tanto, la primera Spanish Beatbox Battle bajo este sello, correspondiente al V Campeonato de España de Beatbox, y enmarcada dentro del festival (A)phònica. Grison fue el vencedor en una final contra Zikan, mientras que anteriores campeones como Zekka, N.Bruto o Gasu, cayeron en semifinales y cuartos de final, respectivamente. El jurado estuvo conformado por Bee-Low (Alemania), BMG (Francia), Babeli (Alemania), Ball-Zee (Reino Unido) y Markooz (España).
En 2015 tuvo lugar en Madrid el VI Campeonato de España de Beatbox. Fredy Beats se proclamó campeón en la final contra Beatter, y Gascón consiguió el tercer puesto venciendo a Zetauve; siendo un dato destacado de esta edición la supremacía de los participantes valencianos, ocupando los cuatro primeros puestos, y once de los dieciséis finalistas que pasaron los filtros. El jurado estuvo conformado por Zekka, Markooz, y N.Bruto.
En 2016 tuvo lugar el VII Campeonato de España de Beatbox, de nuevo en Madrid, donde el valenciano Fredy Beats consiguió defender el título y se proclamó primer bicampeón de España. A su vez, Fredy también obtuvo el premio a Best-Showman del evento. La final fue disputada contra el campeón de 2012, Zekka. Igitat consiguió el tercer puesto ganando a Gascón. El jurado estuvo conformado por Lytos, N.Bruto, y Dagus-Wan.
En 2017 se celebró el VIII Campeonato de España de Beatbox, que tuvo lugar en San Adrián de Besós, Barcelona. En esta edición se introdujeron, por primera vez en la historia de Spanish Beatbox Battle y los campeonatos de España oficiales, diferentes modalidades de competición, con las categorías de Loopstation y Tag-Team (parejas). El almeriense Zekka recuperó su título y se convirtió en el segundo bicampeón en la historia de la categoría individual, tras una final contra el valenciano Cobli. La categoría de Tag-Team la estrenó la pareja alicantina No-Name, formada por Sizo y Gabyx, al derrotar a la pareja también alicantina Musicalizetas, formada por Zetauve y AliBeats. La categoría de Loopstation tuvo como primer campeón de su historia a Pulmón, al derrotar en la final a Gasu, quien además se llevó el premio a Best-Showman. El jurado estuvo conformado por Fredy Beats (España), Ball-Zee (Reino Unido) y Faya-Braz (Francia). Al finalizar el evento, Markooz, anunció su retirada como director de Spanish Beatbox Battle tras 4 ediciones consecutivas al frente de la organización (sumadas a otras 3 anteriores en los primeros años). Kike Gasu fue anunciado como relevo en la dirección, y por tanto, nuevo organizador de las venideras ediciones del campeonato de España de beatbox.
En 2018 tuvo lugar en L'Eliana, Valencia, el IX Campeonato de España de Beatbox, organizado por primera vez por Kike Gasu. Esta edición trajo consigo la introducción de la categoría de crews (equipos de 3 a 5 miembros). Zekka volvió a ganar en la categoría individual, convirtiéndose en el primer tricampeón en la historia de la competición, y superando en títulos individuales a Fredy Beats, tras imponerse de nuevo a Cobli en la final. Además, también se coronó en la categoría de Loopstation al derrotar a Gasu en la final, sumando otro título a su palmarés, el primero en una categoría diferente. El equipo alicantino BeatManiaX, formado por Gabyx, AliBeats, Gascón, NegroBeatbox y Zetauve, fue la ganadora de la categoría de crews, al imponerse en la final a tres contra los barceloneses Harry, son four (JK_Sound, PbeatZ, Ailam, y Friktos) y los sevillanos Esh-Villa (Cartoy, Lou'G, Rubeats, y Viktor). La categoría de Tag-Team fue conquistada, en un evento aparte celebrado en Madrid, por la pareja Fruity B.O.M.B, formada precisamente por los dos finalistas individuales, Zekka y Cobli, al derrotar a MDZ (LbeatS y Dogra). Zekka se convirtió al finalizar esta edición en el beatboxer más laureado de la historia de los campeonatos de España, sumando cinco títulos entre todas las categorías participadas. El antiguo premio a Best-Showman se rebautizó, con el fin de ser un galardón más inclusivo, como Best-Show-Award, y el premiado de la edición fue el sevillano Lou'G, miembro de la crew Esh-Villa. El jurado estuvo conformado por Alexinho (Francia), Napom (Estados Unidos), D-Low (Reino Unido), Penkyx (Bélgica) y Rinka (Japón). 
En 2019 se celebró el X Campeonato de España de Beatbox en Manresa, Barcelona, en el marco del festival de música y cultura urbana Stalow-Fest. Cobli fue el ganador de la categoría individual, imponiéndose al gaditano Shadowless en una disputada final. La categoría de Loopstation la ganó Gasu, tras derrotar en la final al barcelonés JK_Sound. La categoría de Tag-Team fue ganada por la pareja madrileña La Caja de Meeseeks (Igitat e Ídem), al vencer en la final a los murcianos Azahar Naciente (Makelenller y RNO). La categoría de crews fue conquistada por el equipo catalán Sainom (Nose, Saidax y Ailam), superando en la final a tres al equipo sevillano Alchemy (NBTZ, Cartoy, ENIX, Lou'G y Rubeats) y a la crew murciana Surfistas del Beat (Makelenller, RNO y BeatGrow). El Best-Show-Award de la edición fue otorgado a JK_Sound. El jurado estuvo conformado por Pepouni (Suiza), Gabyx, Markooz, y Zekka. 
En 2020 tuvo lugar el XI Campeonato de España de Beatbox en Valencia, organizado por Kike Gasu. En esta edición se hizo, tras pequeñas modificaciones realizadas los años anteriores, una fuerte apuesta por la presencia femenina en el evento, introduciéndose la categoría individual femenina como una modalidad independiente del campeonato, con el fin de visibilizar a la mujer en la escena de la comunidad de beatbox española, e imponiendo la presencia obligatoria de, al menos, una mujer entre los miembros del jurado (con vistas a aumentar en los siguientes años). Por otra parte, el evento sufrió dos cancelaciones debido a la crisis sanitaria y las restricciones impuestas por la pandemia provocada por la COVID-19. Finalmente, el campeonato se pudo celebrar sin incidencias cuatro meses más tarde, siendo el único campeonato nacional celebrado presencialmente en toda Europa ese año gracias a las medidas de seguridad fijadas por la organización y a la colaboración responsable de todos los participantes y asistentes. El evento se emitió en directo por livestream en el canal de YouTube de SwissBeatbox, comunidad líder a nivel mundial en contenido audiovisual de beatbox, con hasta 40.000 espectadores únicos durante la retransmisión. El campeón de la categoría individual masculina fue Shadowless, derrotando al madrileño DMHop en la final. La categoría individual femenina tuvo como a su primera campeona de España a la euskalduna Bask. La categoría de Loopstation fue conquistada por el tarraconense Skelem, venciendo en la final al orensano Lowkirmo. La categoría Tag-Team tuvo a su primera pareja bicampeona con La Caja de Meeseeks (Ídem e Igitat) al vencer en la final a los valencianos The Drummerz (Juls y Milkbox). En la categoría de crews, el equipo ganador fue Alchemy (NBTZ, Cartoy, ENIX, Lou'G y Rubeats). Por último, el Best-Show-Award de la edición se lo llevó Rubeats, de Sevilla. El jurado lo formaron Orodreth, Gabyx, AliBeats, Grison y Zekka.
En 2021 se va a celebrar de nuevo en Valencia la Spanish Beatbox Battle 2021, o lo que es lo mismo, la XII Edición del Campeonato de España de Beatbox. Esta edición va a mantener las mismas características y medidas de seguridad por la COVID-19 en el mismo recinto. El jurado estará conformado por River (Francia), Orodreth, Pulmón, AliBeats y Gabyx. El evento se retransmitirá por Livestream en el canal de YouTube de Spanish Beatbox Battle con los comentarios de Dagus-Wan como comentarista. B-Room será el encargado de conducir el evento.
También hay eventos más pequeños como la Madriz Beats Battle, Zombeats Summer Battle o la Beatbox Novel Battle.
Este último es un evento creado por Kike Gasu para que los jóvenes artistas que no tengan tanta experiencia, puedan competir y poner sus habilidades en escena. La primera edición se celebró en 2014, con Zetauve como primer ganador. La segunda edición en 2015, con la joven Juls como campeona, y en 2017 se celebró la tercera y última edición hasta la fecha en la que Sizo se proclamó vencedor. Esta modalidad fue un éxito sin precedentes en impulso de la cultura beatbox entre los más jóvenes, y fue importada a otros países como Reino Unido en 2015 o México en 2015, 2016 y 2017.

### Beatbox en Nicaragua
En 2014 no existía nadie que hiciera beatbox en el país hasta que en el mismo año se creó Alianza BeatBox Nicaragua fundado y dirigido por BCrazy, luego surgieron poco a poco más integrantes entre ellos MMB, Fifth, Doubleyou siendo ellos los más exponentes a nivel nacional realizando diferentes presentaciones y dando entrevistas en el país, no se ha hecho un campeonato por el momento debido a que aún faltan más integrantes para hacer uno.
Actualmente BCrazy radica en Panamá dejando en alto el beatbox de Nicaragua realizando presentaciones en diferentes puntos de la ciudad.
"El BeatBox no es una rama más del hip-hop. Es un género más en el mundo del arte" Dicho por BCrazy en una entrevista

### Beatbox en México
El 15 de junio de 2009 tuvo lugar el primer Campeonato Nacional Mexicano de Human Beatbox organizado por BeatBoxBattle y SpeedyRecords, con sede en el norte de la Ciudad de México con DJ/MC Speedy, DJ Mesia y Neves como jueces, una asistencia de más de 50 participantes. Dentro de los ocho finalistas estuvieron entre otros Beatboy, Lytho, Maligno, MPC, Kassem.
Un hecho histórico dentro del beatbox mexicano es la Batalla de Beatboy vs Kassem pues fue la primera batalla oficial de beatbox en México. Dentro de este campeonato MPC fue quien se coronó como el primer campeón mexicano de beatbox en México.
Posteriormente el 5 de marzo de 2011, se dio lugar al segundo campeonato Mexicano con DJ/MC Speedy, DJ Mesia y Neves nuevamente como jurado. Esta vez los finalistas fueron Khronoz y Ownerbeatz, este último proclamándose como el ganador del segundo Beatbox Battle México, quien representó a México en el tercer Campeonato Mundial Beatbox Battle, el 20 de marzo de 2012 con sede en Berlín, Alema JM5 el campeón nacional de Beatbox en México Ownerbeatz, tuvo una nueva oportunidad de asistir al cuarto campeonato mundial de Beatbox dando una muy buena presentación, además de tener la dicha de estar entre los grandes de Beatbox como: Alem, Darnhi, Napom, Ball-Zee entre otros.
El último campeonato registrado en México, fue realizado por la organización "BBM" (Beat Box México) en colaboración con LiryxOrganix, Distrito Global/PhonoMusica, UKBeatBoxChampionship (en esta ocasión representado por NathySpeek) y American BeatBox Championship (Mark Martin & Kaila Mundaly). Sin duda el mejor evento organizado en México, contando con la participación de jóvenes talentos, con gran creatividad, donde destacó Bass, por su creatividad y precisión, logró coronarse como el más reciente campeón Mexicano de beatbox y así logró obtener la oportunidad de representar a México en el campeonato mundial de beatbox, organizado por BeatBoxBattle (liderada por Bee-Low).
| Nombre                               | Año  | Acerca de su vida artística |
| ------------------------------------ | ---- | --- |
| Mpc (Daniel)                         | 2009 | Miembro y fundador de un grupo llamado: Reaktion |
| Owner Beats (Juan Carlos Wuastaford) | 2012 | - beatboxing en Instagram |
| Bass (Iván Loaiza)                   | 2018 | - beatboxing en Instagram - beatboxing en Facebook Actualmente está trabajando en un proyecto llamado "Moves & Sounds Crew" donde combinan el baile y el beatbox y se pueden ver en Coyoacán Ciudad de México |

### Beatbox en Paraguay
El beatbox en Paraguay inicia con exponentes como Jucazul, Punchi, Snaiderk, Martins, entre otros, los cuáles empezaron a desarrollar el arte dentro del país, ofreciendo múltiples shows al alcance del público. En 2014 se funda la comunidad oficial de beatbox Paraguay, la cual realiza múltiples competencias internas, pero ninguna de carácter formal.
Es en 2020 cuando la comunidad toma su primer impulso de formalización, con la presencia de Nourish como administrador de la comunidad. En mediados de abril de 2020, bajo la organización de Nourish, se logra realizar una primera competencia en línea de la comunidad, la cual contó con la participación de 16 participantes. Se consagra por decisión de los jueces Nourish como ganador, tras haber derrotado a Snaiderk en la final. El tercer puesto lo obtuvo Nnte, tras batallar contra Lopzman. 
La primera nacional oficial de Paraguay se realiza en noviembre de 2020, bajo nuevamente la organización de Nourish. Contó con 8 participantes y se desarrolló en el servidor de discord de la comunidad. En la misma se consagra Martins como el primer campeón, tras derrotar a Ablira. El tercer puesto se lo llevó Lopzman, tras Pope abandonar la batalla. Es aquí cuando Nourish se desliga de la comunidad y pasa a desarrollarse la nueva organización directiva de beatbox Paraguay, conformada por Martins, Walrus, Nanreh y Pope. La nueva directiva organizó la segunda edición del nacional, a inicios de 2022. Lamentablemente, por múltiples cuestiones se terminó cancelando la misma.
Actualmente la comunidad se encuentra activa en distintas redes sociales, organizando ocasionalmente encuentros entre miembros de la comunidad. Se espera para finales de 2022 contar con la primera nacional presencial y con el segundo campeón Paraguayo.

## Estilos
Dentro del beatbox existen varios géneros y subgéneros (u estilos, como se suelen denominar). No es obligatorio para un beatboxer seguir un solo estilo, normalmente las rutinas se componen de una mezcla de elementos de múltiples estilos. Cabe destacar que el estilo no se define por el ritmo o tono usado en la rutina, si no por los sonidos utilizados y la forma de organizarlos. Algunos de los géneros presentes en el beatbox son los siguientes:
- Freestyle : El Freestyle hace referencia a la improvisación del arte, sin tener una organización estructural previa, sea cual sea el estilo. Sin embargo, el "Freestyle" como estilo de beatbox, hace referencia a las rutinas utilizadas como sustituto de las pistas de rap, siendo exponentes de este género Iacho y Sony, por ejemplo.
- Covers: Reinterpretaciones de temas conocidos. Entra dentro del género musical, sin embargo un cover no necesita siempre ser musical. Las técnicas típicas del covering consisten en hacer el ritmo mientras se canta a la vez, aunque no es condición sine qua non. Se tiene la libertad de añadir a gusto elementos a la rutina, siempre y cuando respete la melodía inicial de la música/obra.
- Loopstation : Multipista, consiste en grabar varias capas de sonidos y reproducirlas al mismo tiempo, dedicando una a la batería, otra al bajo y otra para la melodía por ejemplo. El layering puede hacerse con la mayoría de programas de edición de audio. Para directos se usa hardware como loopstations, máquinas que se encargan de hacer loops con la señal entrante.
- Bassline: El bassline hace referencia al estilo que engloba el uso de técnicas vocales superiores (bajos), donde se utiliza el control de la garganta y de las cuerdas vocales, para generar distintas vibraciones en estas, las cuales nos produzcan el sonido característico que estemos buscando (de acuerdo a la técnica que utilicemos). El atractivo principal suele ser la innovación que supone al oído escuchar los bajos, y el reto que supone alcanzar los mismos. También se entiende por "bajos" como aquellos sonidos que emulan elementos característicos de la música electrónica. Algunos bajos que se pueden encontrar son: throat bass, vibration bass, chest bass, inward bass, scary bass, pig bass, vocal bass, acid bass, bass canon, fart bass, polysub bass, hard bass, evil bass, tongue bass, lipbasses (y sus múltiples variantes), subbass, liquid bass, snore bass, ente otros. Algunos beatboxers conocidos que manejan este estilo son: Vocodah, Benja, Remix, indicator, Enel, Azel, Inertia, entre otros.
- Técnica : Denominada así como el estilo de hacer beatbox con mucha rapidez y complejidad, utilizando  normalmente los sonidos básicos (bombos, cajas y platillos), manteniendo siempre la estabilidad rítmica y limpieza del beat. La técnica no está limitada a los sonidos básicos, pues múltiples beatboxers están utilizando múltiples combinaciones de nuevos sonidos, entrando estas en el género de la técnica, producto de su complejidad. Su principal creador Skiller, seguido por Alem, Colaps, Zer0, Zekka, entre otros.
- Musicalidad : Hace referencia al estilo que utiliza melodías y elementos armónicos de forma constante y organizada para generar una obra (rutina), ya sea propia o no. Dentro de este estilo se pueden prestar múltiples elementos de los demás, siempre y cuando se entienda que el producto a generar es una obra de índole musical. Algunos beatboxers de este género son: Den, Pwad, Codfish, Zekka, hiss, entre otros.

## Discografía de beatbox seleccionada
Esta lista es una discografía seleccionada de discos o sencillos que están total o mayoritariamente basados en beatbox o que han sido influyentes para el desarrollo de esta técnica.

### Años 1970
- The Mixtures - The Pushbike Song (1970)

### Años 1980
- The Fat Boys - Fat Boys (1984)
- Doug E. Fresh & Slick Rick - The Show, b/w La Di Da Di (1985)
- Just-Ice (feat. Davy DMX al beatbox) - Back to the Old School (1986)
- DJ Jazzy Jeff & The Fresh Prince - Rock The House (1986)
- Wise - Just Say Stet (1985), Faye (1986) & Stet Troop 88 (1988)
- Biz Markie - Goin' Off (incluye el tema de beatbox "Make The Music With Your Mouth, Biz") (1988)
- Vanilla Ice - Havin' a Roni - de To The Extreme (1990)
- N.W.A And The Posse - Fat Girl (1987)

### Años 1990
- Rahzel - Make The Music 2000 (1999)

### Años 2000
- Andre "D.R.E.S. tha BEATnik" Lett - Have Mic... Will Travel: The EP (2001)
- Kyle "Scratch" Jones - The Embodiment of Instrumentation (2002)
- Killa Kela - The Permanent Marker (2002)
- Rahzel - Rahzel's Greatest Knock Outs (2004)
- Marcelo D2 - Acústico MTV (2004)
- Björk - Medúlla (2004)
- Joel Turner - "These Kids" (2004)
- Biz Markie - Make the Music with Your Mouth, Biz (2006)
- Poizunus - A.D.D. (Active Dreaming Disorder) (2007)
- Kid Beyond - Amplivate (2004)
- Blake Lewis - A.D.D. (Audio Day Dream) (2007)
- Cornflower - Journey into Sound (2009)
- Julia Dales - My angry song (2009)

### Años 2010
- La sonora Beat Box -  El Funk  (2011)
- Pentatonix -  Love Again  (2014)
- BigMan - Get Tired Of My Love (2017)
- BigMan - Falling Love (2017)
- NaPom - Roll Like This (2018)
- OES - La Base (2018)
- deep 3p & OES - quieren (2019)
- Gene Shinozaki - Remember (2019)

### Años 2020
- OES - UNDERCOVER (2020)
- OES - El soni'o de los Pacos (2020)
- Habitantes 432 - Old school (2020)
- rapatrapante - irreverencia (2020)
- SpiderHorse - St. Gallan (2020)
- Habitantes 432 - Al Amar (2021)
- OES - Batallero II (2021)
- OES - Sinfonia N°1 de Flauta Beat box (2021)
- OES - UNDERCOVER Bonus tracks (2022)
- OES & Matishy - Juego en el Papel (2022)